# Massimiliano d'Asburgo-Lorena
Massimiliano Francesco d'Asburgo-Lorena (Vienna, 8 dicembre 1756 – Castello di Hetzendorf, 27 luglio 1801) nato arciduca d'Austria, è stato arcivescovo elettore di Colonia e principe vescovo di Münster, rappresentando un'importante figura della stagione dell'assolutismo illuminato nella seconda metà del Settecento.
Costretto all'abdicazione dal suo trono secolare nell'ambito delle guerre della prima coalizione antifrancese, quando la riva sinistra del Reno venne occupata e poi annessa dalla Francia, fu l'ultimo principe-elettore di Colonia.

## Biografia

### I primi anni e la scelta della carriera ecclesiastica
Massimiliano era il sedicesimo e ultimo figlio dell'imperatrice Maria Teresa d'Asburgo e dell'imperatore Francesco Stefano di Lorena, nonché nipote prediletto del feldmaresciallo Carlo Alessandro di Lorena. Fu fratello di personaggi di spicco dell'epoca, come i futuri imperatori Giuseppe II e Leopoldo II, e delle arciduchesse Maria Antonietta, poi regina consorte di Luigi XVI di Francia, e Maria Carolina, poi regina consorte di Napoli e Sicilia.

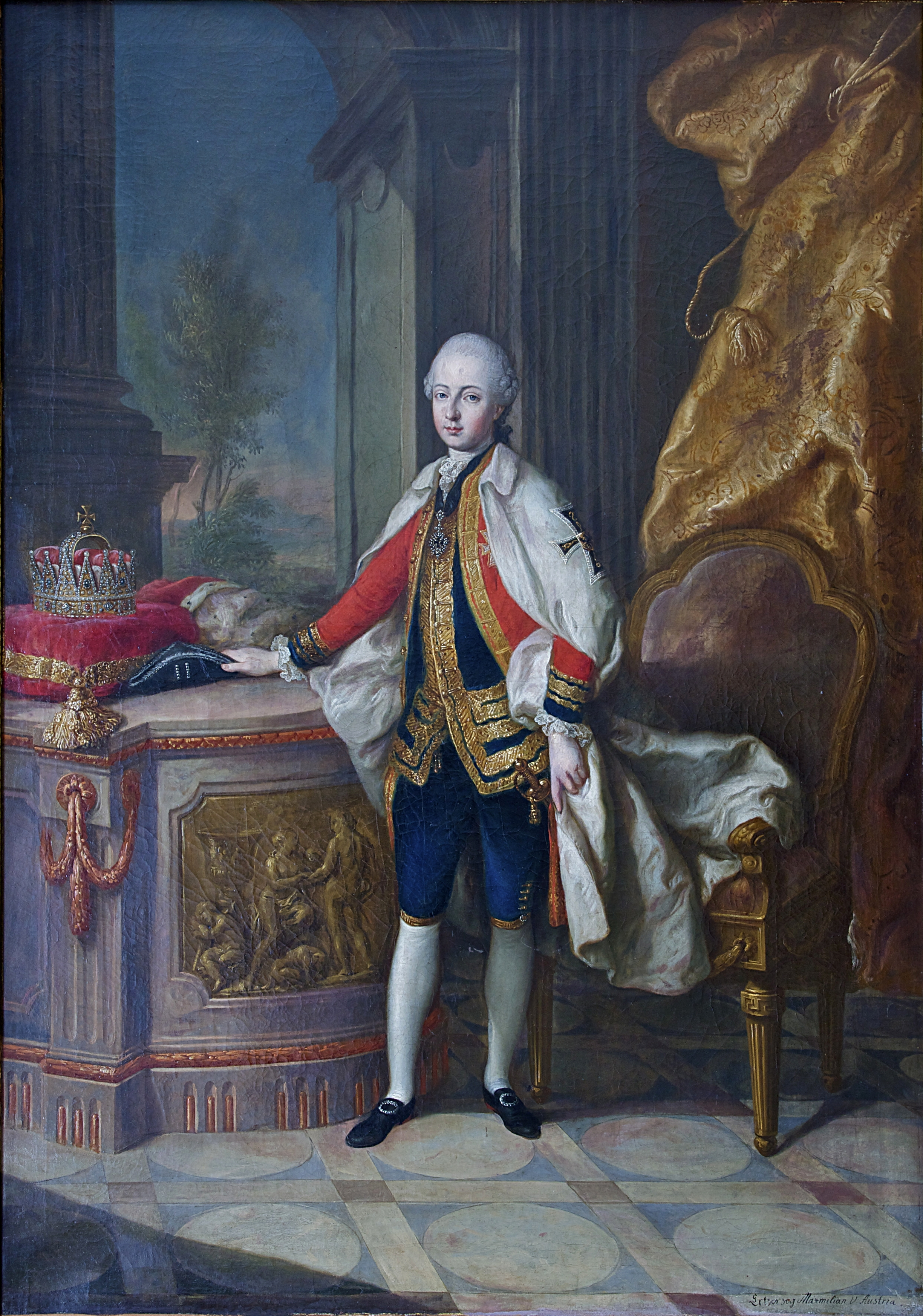
Il giovane arciduca Massimiliano nelle vesti di Gran Maestro dell'Ordine Teutonico

All'età di nove anni suo padre morì e pertanto la sua educazione ricadde interamente nelle mani di sua madre Maria Teresa. Fin da piccolo, infatti, la madre aveva contato di affidargli un giorno il governatorato dell'Ungheria e per questo scopo già dal 1767 gli aveva concesso la Gran Croce dell'Ordine di Santo Stefano e gli aveva profilato all'orizzonte un futuro nell'esercito imperiale (come accadeva del resto per molti nobili rampolli delle famiglie aristocratiche europee dell'epoca). Per questo intraprese già dal 1774 un grand tour che toccò tappe importanti come la Germania, i Paesi Bassi, l'Italia e la Francia. Durante il soggiorno alla reggia di Versailles, dove sua sorella regnava come sovrana consorte, rimase disgustato dalla mentalità della nobiltà francese e sviluppò un'avversione del tutto personale al popolo di Francia, che perdurò per il resto della sua vita e condizionò molte delle sue future scelte. Durante il suo soggiorno a Salisburgo, il celebre compositore austriaco Mozart gli dedicò la sua opera Il re pastore.
Prese parte per breve tempo alla Guerra di successione bavarese, accompagnando il fratello Giuseppe II e, per quanto lodato dall'imperatore stesso per l'abilità dimostrata anche sul campo, a causa di una brutta caduta da cavallo che gli procurò lesioni permanenti ad una gamba e lo rese inabile al servizio militare, dovette rinunciare con dolore alla possibilità di una carriera nell'esercito imperiale. Pertanto decise di dedicare il resto della sua vita a Dio. Nel 1780, quando morì l'amato zio Carlo di Lorena, Massimiliano gli successe anche come capo dell'Ordine Teutonico.

### Una carriera "programmata"

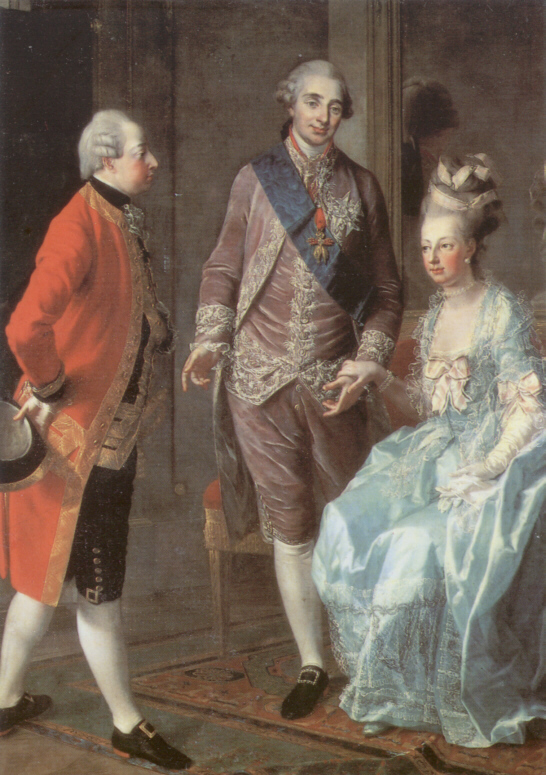
Massimiliano di Lorena ritratto da Josef Hauzinger con la sorella Maria Antonietta e Luigi XVI

Maria Teresa, che inizialmente non aveva considerato per Massimiliano Francesco la carriera ecclesiastica, si confidò con il primo ministro Wenzel Anton von Kaunitz-Rietberg, che le consigliò di far ottenere al figlio la dignità di principe-arcivescovo di Colonia. Il cancelliere imperiale sostenne infatti che la promozione di questo rampollo della casata degli Asburgo avrebbe costituito un contrappeso non indifferente nel gioco dell'influenza prussiana nella Germania nord-occidentale, grazie alla posizione strategica dell'elettorato di Colonia.
La candidatura di Massimiliano Francesco, come era prevedibile, venne osteggiata da più parti e precisamente, oltre che dalla Prussia, anche dai Paesi Bassi e dal ministro di stato di Münster, Franz von Fürstenberg. L'influenza di una figura rilevante come Maria Teresa ed una lettera scritta di proprio pugno da Luigi XVI di Francia (cognato di Massimiliano Francesco) riuscirono infine a vincere tutte le resistenze ed a convincere il vescovo di Colonia in carica, Maximilian Friedrich von Königsegg-Rothenfels, a prendere Massimiliano come vescovo coadiutore e canonico della cattedrale (che era il passo naturale alla successione di quella sede episcopale). Il capitolo lo confermò alla carica di coadiutore il 16 agosto 1780 ed inviò Heinrich Johann von Droste zu Hülshoff a recare la notizia all'imperatrice.
Al di là delle mere cariche onorifiche, giunto a questo punto si rendeva necessario per Massimiliano Francesco prendere una posizione chiara sulla sua futura carriera ecclesiastica e per questo il 9 luglio 1780 decise di ottenere la tonsura a Vienna, nella cappella del palazzo imperiale, per mano del nunzio apostolico in Austria, Giuseppe Garampi, ricevendo anche gli ordini minori il 1º agosto di quello stesso anno.

### Principe-elettore di Colonia e vescovo di Münster

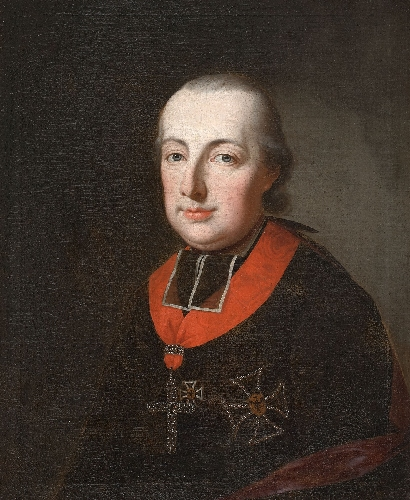
Massimiliano d'Asburgo-Lorena, nelle vesti di principe-arcivescovo di Colonia e vescovo di Münster

Nel 1783 Massimiliano Francesco si recò a Roma in visita a papa Pio VI, ma il 21 aprile dell'anno successivo venne costretto a fare ritorno urgentemente a Colonia per via della morte del vescovo in carica, che ricopriva altresì il ruolo di vescovo di Münster. Il 27 aprile 1784, come era prevedibile, il capitolo della cattedrale lo prescelse, a soli 28 anni, quale successore del defunto vescovo. Egli prese residenza ufficiale a Bonn, assumendo dunque la direzione degli affari del suo nuovo principato ecclesiastico. Dopo un ritiro spirituale di tre settimane nel seminario di Colonia, l'8 dicembre 1784 venne consacrato a Colonia suddiacono dal nunzio Giuseppe Bellisomi, il 16 dicembre venne nominato diacono ed il 21 dicembre venne ordinato sacerdote. Dopo il Natale del 1784 celebrò la sua prima messa e l'8 maggio 1785 venne consacrato vescovo di Colonia e di Münster dall'arcivescovo di Treviri, Clemente Venceslao di Sassonia.
Pur non avendo intrapreso la carriera ecclesiastica per vocazione, Massimiliano Francesco prese a cuore devotamente i suoi nuovi doveri, a differenza di quanto avevano fatto alcuni dei suoi predecessori. Celebrò la messa nella cattedrale quotidianamente, fece buon uso delle leggi ecclesiastiche e prese parte personalmente alle processioni della sua diocesi, come quella importantissima del Corpus Domini, che si svolgeva annualmente. Compì diverse visite pastorali nella sua diocesi e amministrò le cresime da buon pastore, mentre spesso i suoi predecessori avevano lasciato queste attività di "ordinaria amministrazione" ai loro vescovi ausiliari.
Fervido sostenitore dell'illuminismo e delle riforme attuate nell'impero da parte di suo fratello Giuseppe II, abolì fronzoli e costumi elaborati a corte, mantenendo personalmente uno stile di vita sobrio e aperto nei confronti di tutti. A Bonn preferì soggiornare all'Oberbergamt Bonn, a differenza dei suoi predecessori che prediligevano sempre il palazzo arcivescovile, mentre a Münster soggiornò di rado. Il suo conservatorismo e la sua estrema diffidenza anche verso i suoi collaboratori di governo gli attirarono ad ogni modo già all'epoca non poche critiche e pamphlets.

### Il principe illuminato
Esattamente come suo zio Carlo di Lorena, Massimiliano era un uomo di profonda cultura; egli amava le arti in ogni genere e sostenne per questo scopo diversi artisti tra i più noti della sua epoca, soprattutto musicisti del calibro di Mozart, Haydn, Beethoven ed altri, ma anche filosofi e scrittori (abbastanza insolito e strano per un potente della Chiesa). Inoltre scrisse alla sorella Maria Antonietta che prevedeva una rivoluzione in Francia entro poco tempo e ne appoggiava segretamente gli ideali (dando però contemporaneamente asilo agli aristocratici fuggiaschi). A tutto questo va aggiunto che molte persone con cui aveva stretti rapporti di amicizia (i suoi artisti in primis) erano membri di società segrete.
Per questi suoi scopi iniziò una campagna di profonde riforme nel suo stato, volte ad ammodernarlo pur mantenendolo nell'etica di un principato ecclesiastico sottoposto al governo del Sacro Romano Impero.

#### La riforma scolastica

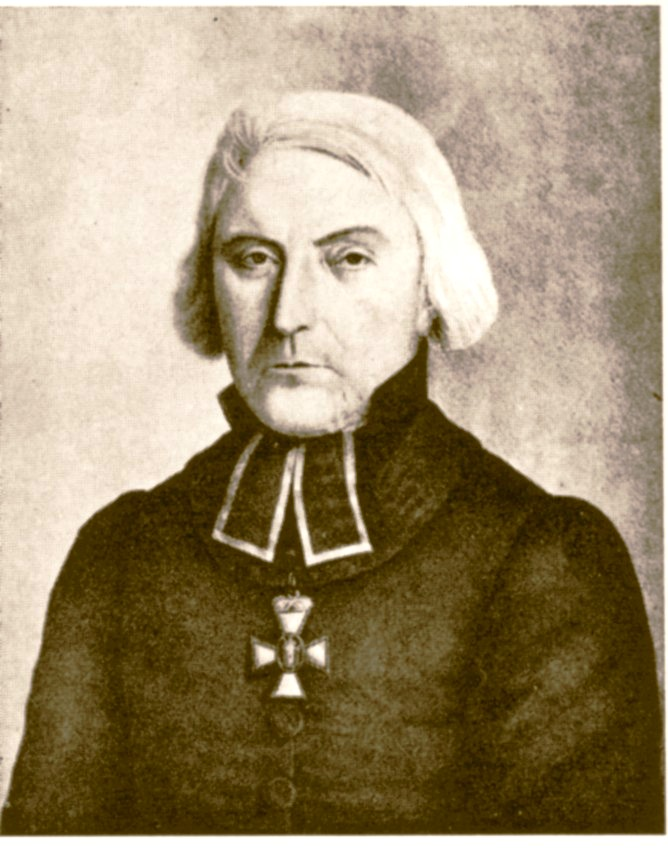
Friedrich Adolf Sauer fu il principale motore delle riforme scolastiche volute da Massimiliano nella sua arcidiocesi

Uno dei principali obiettivi di Massimiliano Francesco nel governo del suo principato fu la riforma dell'educazione scolastica. Egli volle che essa fosse alla base del miglioramento della scuola pubblica, che doveva essere estesa il più possibile grazie anche all'istituzione di scuole apposite per la formazione degli insegnanti, adeguatamente testati da un esame prima di essere abilitati alla professione. I primi modelli di queste nuove istituzioni si ebbero già dal 1783 a Münster e dal 1784 a Mergentheim. Nell'elettorato di Colonia il vero motore di queste riforme fu il pedagogista Friedrich Adolf Sauer, persona di estrema fiducia del vescovo, il quale intuì anche la necessità di creare in questo contesto delle scuole industriali nelle quali gli alunni, oltre all'alfabetizzazione, avessero la possibilità di affiancare attività pratiche e lavorative.

#### La riforma ecclesiastica
Orientato dagli ideali dell'assolutismo illuminato, Massimiliano Francesco cercò di rafforzare l'autorità del vescovo nella sua diocesi e le sue competenze in ambito ecclesiastico locale. Ovviamente in questo suo sforzo l'arciduca incontrò delle opposizioni, in particolare dai rappresentanti dello stato laico nei territori secolari sottoposti alla sua giurisdizione e dalle varie potenze ecclesiastiche intermedie che si frapponevano tra il popolo e la curia. Rispetto dunque ad altri sovrani con lui confinanti, il suo approccio in materia di riforme ecclesiastiche non poté che rimanere contenuto. La situazione era invece di molto diversa per quanto riguardava la questione della nunziatura apostolica a Colonia, per la quale Massimiliano Francesco si batté largamente, dal momento che la nuova nunziatura di Monaco di Baviera pretendeva di essere responsabile di altri territori al di fuori dei domini dei Wittelsbach, tra cui i ducati di Kleve-Jülich-Berg, che appartenevano de facto all'arcidiocesi di Colonia. Preso da questa questione, abbracciando sempre più la politica ecclesiastica del fratello imperatore, Massimiliano Francesco sottoscrisse una lettera inviata al papa e sottoscritta anche da altri vescovi tedeschi (nota come puntualizzazione di Ems) nella quale si chiedeva al pontefice di rinunciare a delle nunziature apostoliche in Germania e di fare direttamente riferimento ai vescovi locali in caso di necessità.

#### La riforma giuridica, economica e sociale
Massimiliano Francesco si concentrò nella riforma delle prerogative sociali del suo ministero: la magistratura venne semplificata e velocizzata nei suoi procedimenti, istituendo nel 1786 una corte d'appello superiore con sede a Bonn, rendendo quindi de facto inutile il tribunale istituito presso la locale nunziatura apostolica e concentrando nelle mani dell'amministrazione del principato la giustizia locale. Sotto il suo governo venne completamente abolita la tortura.
L'arcivescovo agì inoltre in campo economico, promulgando delle leggi apposite contro lo sfruttamento illegale delle foreste con la creazione di aree protette e prescrisse nel 1791 che tutte le fabbriche e le manifatture dell'elettorato fossero esentate dall'obbligatorietà di appartenenza ad una specifica gilda.

#### La politica estera
Massimiliano Francesco seguì nella sua linea di politica estera gli interessi del proprio principato elettorale, pur non dimenticandosi di quelli del Sacro Romano Impero in generale. Durante il periodo di regno di suo fratello Giuseppe II lo spazio d'azione e di iniziativa di Massimiliano come principe-arcivescovo fu limitata dalla figura soverchiante di suo fratello, mentre dal 1790 poté ritenersi meno legato agli interessi della sua casata d'origine e quando scoppiò la Rivoluzione francese, pur non giustificandola, ne comprese le ragioni e cercò di assistere i rivoluzionari nella loro causa di miglioramento della Francia. Assieme all'Elettorato di Hannover ed all'Elettorato di Magonza, cercò di creare una "terza Germania" tra quella divisa tra l'Austria e la Prussia, ma questo gioco diplomatico non gli riuscì.

### La Rivoluzione francese

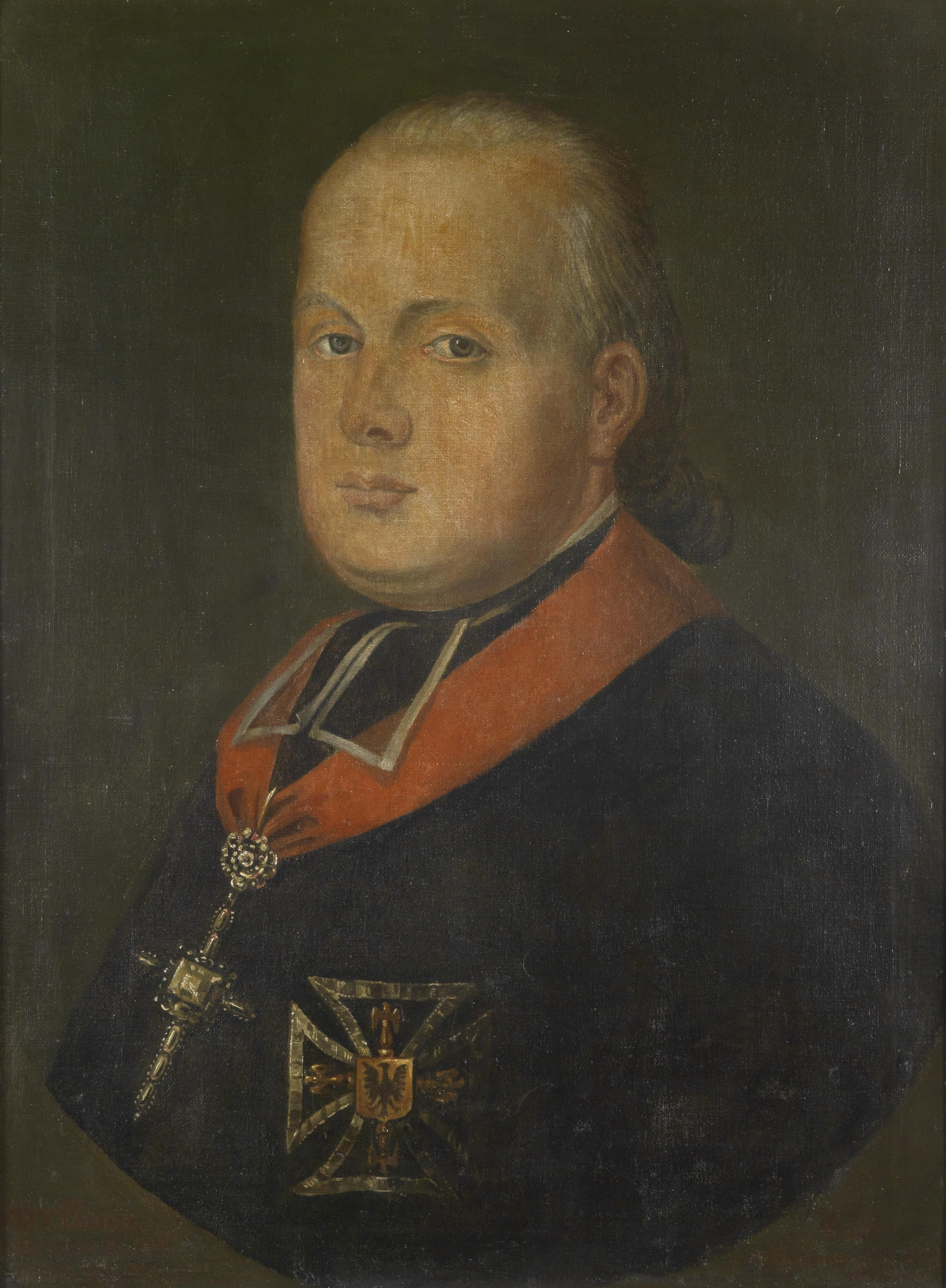
L'arcivescovo Massimiliano d'Asburgo-Lorena in un ritratto del 1800

Pur rammaricato per l'atroce destino patito da sua sorella Maria Antonietta, Massimiliano Francesco si rifiutò sempre di aderire alla guerra dichiarata dall'imperatore suo fratello alla Francia rivoluzionaria, vedendo questo gesto come un'ingiustificata ingerenza negli affari interni di un'altra nazione. Per questo motivo decise di assistere molti di coloro che dalla Francia decidevano di emigrare in Germania, proibendo, a differenza di altri stati dell'area tedesca, la formazione di truppe composte appunto dagli stessi esuli. Pur mantenendo un profondo distacco dalla politica attuata dall'imperatore, come membro del Sacro Romano Impero non poté fare a meno di adempiere ai suoi obblighi nei confronti della corona imperiale e pertanto collaborò con dei battaglioni al mantenimento della causa austriaca in difesa delle teste coronate d'Europa.

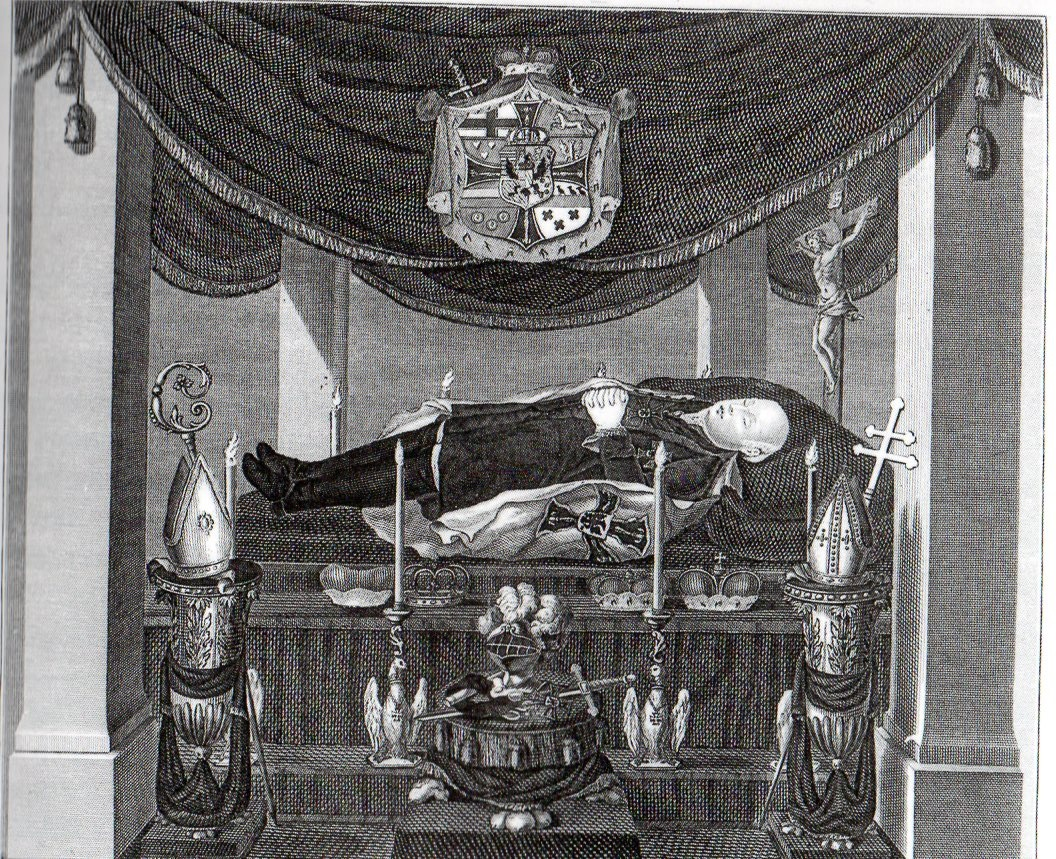
Massimiliano d'Asburgo-Lorena sul suo catafalco funebre in una stampa d'epoca

 Sulla scia delle guerre della Prima coalizione antifrancese, Massimiliano Francesco venne costretto a lasciare temporaneamente Bonn nel dicembre del 1792 per l'avanzata dei francesi e prese residenza a Münster. Nel mese di aprile del 1794 fu in grado di fare ritorno a Bonn, ma nell'autunno di quello stesso anno, quando le truppe francesi occuparono la riva sinistra del Reno dell'elettorato di Colonia, venne costretto a fuggire nuovamente, vivendo per qualche tempo a Dorsten e poi spostandosi nella residenza dell'Ordine Teutonico a Mergentheim, deviando probabilmente anche per Lipsia.
Era ormai chiaro che l'esistenza stessa dei principati ecclesiastici tedeschi veniva messa in discussione, ancora di più dopo la firma del Trattato di Campoformio, quando l'imperatore Francesco II siglò con il generale Bonaparte la pace e concesse alla Francia i territori della riva sinistra del Reno. Il disappunto di Massimiliano per questa concessione si manifestò con la sua astensione nelle elezioni imperiali.

### Gli ultimi anni
Privato ormai dei propri domini, pur mantenendo formalmente la propria posizione ecclesiastica di arcivescovo di Colonia e di vescovo di Münster, Massimiliano Francesco si ritirò a vita privata a Vienna. Negli ultimi anni della sua vita l'ex principe elettore fu costretto praticamente sempre a letto: soffriva di obesità, letargia, depressione e idropisia. Morì nel 1801, dopo una lunga malattia, al castello di Hetzendorf, appena fuori la capitale.
Venne sepolto nella Cripta Imperiale degli Asburgo nella chiesa dei Cappuccini di Vienna, mentre il suo cuore, secondo la tradizione, venne estratto per essere conservato nella Augustinerkirche, sempre a Vienna.

## Stemma
| Stemma | Blasonatura |
| ------ | --- |
| \| \|  | Massimiliano d'Asburgo-Lorena Principe-Arcivescovo di Colonia Inquartato, I barrato di otto, di rosso e d'argento, impalante di rosso alla croce patriarcale dì'argento su un trimonte verde (per l'Ungheria); II di rosso al leone rampante d'argento, con la coda biforcata incrociata a salterio, armato, linguato e coronato d'oro (per la Boemia); III bandato di sei d'oro e d'azzurro, alla bordura di rosso (per il Ducato di Borgogna); IV d'azzurro seminato di croci biforcate, due balbi opposti addorsati d'oro (per Bar); sopra tutto uno scudo patente in palo, a destra d'oro alla banda rossa a tre alerioni d'argento (per la Lorena), a sinistra d'oro, timbrato di sei torte, di cui quella in capo è composta da una rondella azzurra caricata di tre gigli d'oro (per la famiglia de'Medici); sopra tutto un palo rosso fasciato d'argento (per l'Austria). Lo scudo, accollato a una croce astile patriarcale d'oro, posta in palo, è timbrato da un cappello con cordoni e nappe di verde. Le nappe, in numero di sedici, sono disposte otto per parte, in cinque ordini di 1, 2, 3, 5. Dietro allo scudo sono presenti le insegne da principe del Sacro Romano Impero. |
|        | |

## Genealogia episcopale e successione apostolica
La genealogia episcopale è:
- Vescovo Johannes Wolfgang von Bodman
- Vescovo Marquard Rudolf von Rodt
- Vescovo Alessandro Sigismondo di Palatinato-Neuburg
- Vescovo Johann Jakob von Mayer
- Vescovo Giuseppe Ignazio Filippo d'Assia-Darmstadt
- Arcivescovo Clemente Venceslao di Sassonia
- Arcivescovo Massimiliano d'Asburgo-Lorena

La successione apostolica è:
- Vescovo Kaspar Max Droste zu Vischering (1795)
- Vescovo Ferdinand Hermann Maria von Lüninck (1795)
- Vescovo Karl Klemens von Gruben (1795)
- Vescovo Klemens August Maria von Merle (1797)

## Ascendenza
|                                               |                      |                                       | Genitori                                                     |  |  | Nonni |  |  | Bisnonni          |  |  | Trisnonni           |  |
|                                               |                      |                                       |                                                              |  |  |       |  |  | Carlo V di Lorena |  |  | Nicola II di Lorena |  |
|                                               |                      |                                       |                                                              |  |  |       |  |  | Carlo V di Lorena |  |  | Nicola II di Lorena |  |
|                                               |                      | Claudia Francesca di Lorena           |                                                              |  |  |       |  |  | Carlo V di Lorena |  |  |                     |  |
| Leopoldo di Lorena                            |                      |                                       |                                                              |  |  |       |  |  | Carlo V di Lorena |  |  |                     |  |
|                                               |                      | Eleonora Maria Giuseppina d'Austria   | Ferdinando III d'Asburgo                                     |  |  |       |  |  |                   |  |  |                     |  |
|                                               |                      | Eleonora Maria Giuseppina d'Austria   | Ferdinando III d'Asburgo                                     |  |  |       |  |  |                   |  |  |                     |  |
|                                               |                      | Eleonora Maria Giuseppina d'Austria   | Eleonora Gonzaga-Nevers                                      |  |  |       |  |  |                   |  |  |                     |  |
| Francesco Stefano di Lorena                   |                      | Eleonora Maria Giuseppina d'Austria   |                                                              |  |  |       |  |  |                   |  |  |                     |  |
|                                               |                      | Filippo I di Borbone-Orléans          | Luigi XIII di Francia                                        |  |  |       |  |  |                   |  |  |                     |  |
|                                               |                      | Filippo I di Borbone-Orléans          | Luigi XIII di Francia                                        |  |  |       |  |  |                   |  |  |                     |  |
|                                               |                      | Filippo I di Borbone-Orléans          | Anna d'Austria                                               |  |  |       |  |  |                   |  |  |                     |  |
| Elisabetta Carlotta di Borbone-Orléans        |                      | Filippo I di Borbone-Orléans          |                                                              |  |  |       |  |  |                   |  |  |                     |  |
|                                               |                      | Elisabetta Carlotta di Baviera        | Carlo I Luigi del Palatinato                                 |  |  |       |  |  |                   |  |  |                     |  |
|                                               |                      | Elisabetta Carlotta di Baviera        | Carlo I Luigi del Palatinato                                 |  |  |       |  |  |                   |  |  |                     |  |
|                                               |                      | Elisabetta Carlotta di Baviera        | Carlotta d'Assia-Kassel                                      |  |  |       |  |  |                   |  |  |                     |  |
| Massimiliano                                  |                      | Elisabetta Carlotta di Baviera        |                                                              |  |  |       |  |  |                   |  |  |                     |  |
|                                               | Leopoldo I d'Asburgo | Ferdinando III d'Asburgo              |                                                              |  |  |       |  |  |                   |  |  |                     |  |
|                                               | Leopoldo I d'Asburgo | Ferdinando III d'Asburgo              |                                                              |  |  |       |  |  |                   |  |  |                     |  |
|                                               | Leopoldo I d'Asburgo | Maria Anna di Spagna                  |                                                              |  |  |       |  |  |                   |  |  |                     |  |
| Carlo VI d'Asburgo                            | Leopoldo I d'Asburgo |                                       |                                                              |  |  |       |  |  |                   |  |  |                     |  |
|                                               |                      | Eleonora del Palatinato-Neuburg       | Filippo Guglielmo del Palatinato                             |  |  |       |  |  |                   |  |  |                     |  |
|                                               |                      | Eleonora del Palatinato-Neuburg       | Filippo Guglielmo del Palatinato                             |  |  |       |  |  |                   |  |  |                     |  |
|                                               |                      | Eleonora del Palatinato-Neuburg       | Elisabetta Amalia d'Assia-Darmstadt                          |  |  |       |  |  |                   |  |  |                     |  |
| Maria Teresa d'Asburgo                        |                      | Eleonora del Palatinato-Neuburg       |                                                              |  |  |       |  |  |                   |  |  |                     |  |
|                                               |                      | Luigi Rodolfo di Brunswick-Lüneburg   | Antonio Ulrico di Brunswick-Lüneburg                         |  |  |       |  |  |                   |  |  |                     |  |
|                                               |                      | Luigi Rodolfo di Brunswick-Lüneburg   | Antonio Ulrico di Brunswick-Lüneburg                         |  |  |       |  |  |                   |  |  |                     |  |
|                                               |                      | Luigi Rodolfo di Brunswick-Lüneburg   | Elisabetta Giuliana di Schleswig-Holstein-Sonderburg-Norburg |  |  |       |  |  |                   |  |  |                     |  |
| Elisabetta Cristina di Brunswick-Wolfenbüttel |                      | Luigi Rodolfo di Brunswick-Lüneburg   |                                                              |  |  |       |  |  |                   |  |  |                     |  |
|                                               |                      | Cristina Luisa di Oettingen-Oettingen | Alberto Ernesto I di Oettingen-Oettingen                     |  |  |       |  |  |                   |  |  |                     |  |
|                                               |                      | Cristina Luisa di Oettingen-Oettingen | Alberto Ernesto I di Oettingen-Oettingen                     |  |  |       |  |  |                   |  |  |                     |  |
|                                               |                      | Cristina Luisa di Oettingen-Oettingen | Cristina Federica di Württemberg                             |  |  |       |  |  |                   |  |  |                     |  |
|                                               |                      | Cristina Luisa di Oettingen-Oettingen |                                                              |  |  |       |  |  |                   |  |  |                     |  |